# Julia Voth

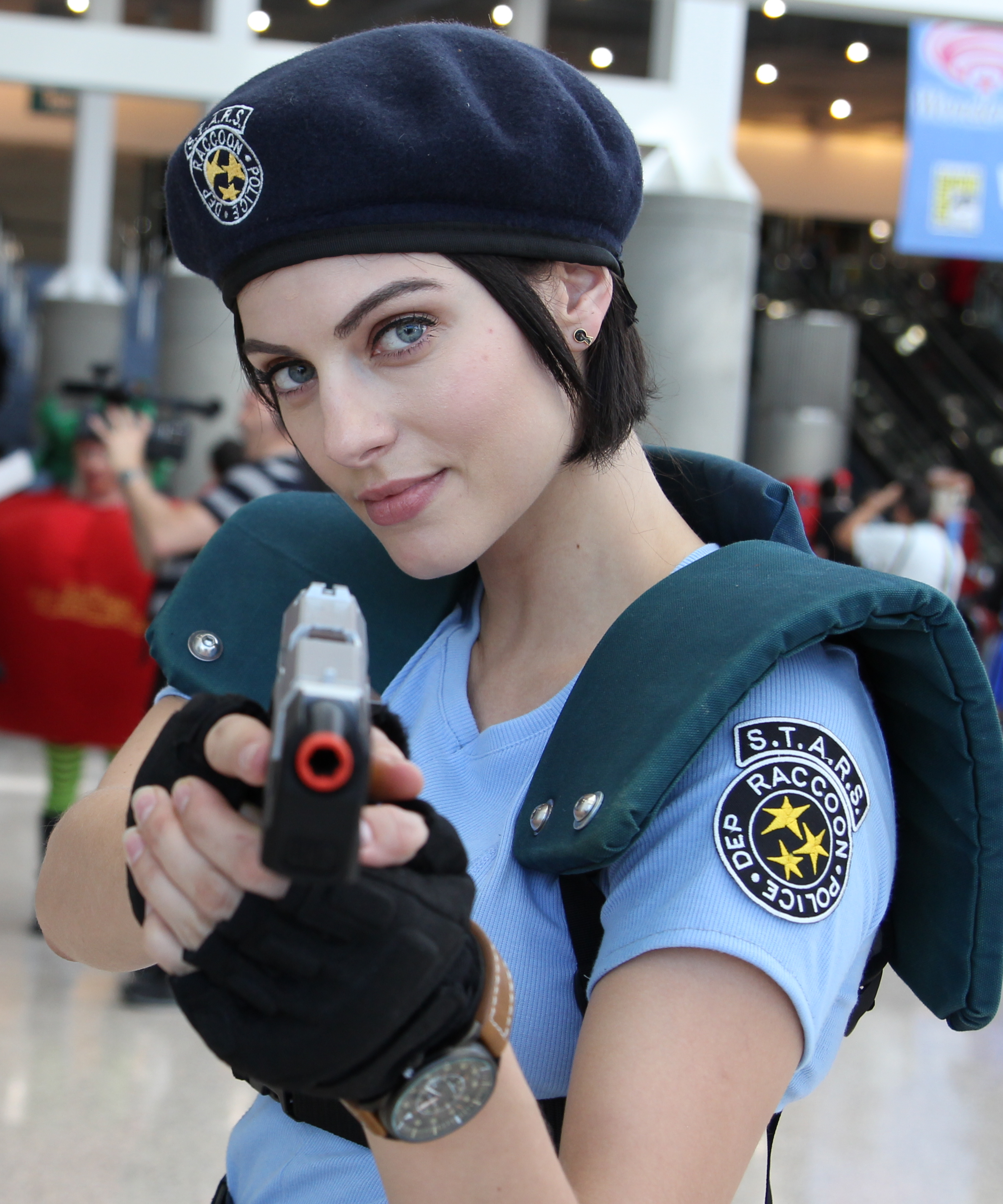
Julia Voth, cosplay Jill Valentine

Julia Voth (ur. 16 maja 1985 w Reginie) – kanadyjska aktorka, która wystąpiła m.in. w filmie Bitch Slap. Jej podobizna została wykorzystana za pomocą mocap, przy tworzeniu postaci Jill Valentine w serii gier Resident Evil.

## Filmografia

### Filmy
| Rok  | Tytuł                                        | Rola                 | Uwagi       |
| ---- | -------------------------------------------- | -------------------- | ----------- |
| 2009 | Bitch Slap                                   | Trixie               |             |
| 2009 | Love Hurts                                   | młoda Amanda Bingham |             |
| 2009 | The Anniversary                              | Shelly               |             |
| 2011 | Alone                                        | Sarah Eastwood       | krótkometr. |
| 2011 | Lilith                                       | Sarah                |             |
| 2012 | Project S.E.R.A.                             | Jill Eames           | krótkometr. |
| 2013 | Christmas Crush: Holiday High School Reunion | Katie                |             |
| 2015 | Painkillers                                  | Masters              |             |
| 2016 | Seattle Road                                 | Eve                  |             |
| 2016 | Save Her                                     | Sloane               | krótkometr. |
| 2017 | Hard Surfaces                                | Liz van Houten       |             |
| 2019 | Bit                                          | Siran                |             |

### Telewizja
| Rok       | Tytuł                       | Rola          | Uwagi      |
| --------- | --------------------------- | ------------- | ---------- |
| 2009      | The Phone                   | Agent #1      | gł. obsada |
| 2010      | Huge                        | Chelsey       | 2 odc.     |
| 2010      | Nie z tego świata           | Lana          | 1 odc.     |
| 2011      | Castle                      | Violet Young  | 1 odc.     |
| 2012      | Holiday High School Reunion | Katie         | film TV    |
| 2013      | Project: SERA               | Jill Eames    | gł. rola   |
| 2013–2014 | Package Deal                | Kim Mattingly | gł. rola   |
| 2017      | Tucker's War                | Frisco Kate   | 2 odc.     |